# Henri de France
Henri Georges de France (Paris, 7 de setembro de 1911 - 29 de abril de 1986) foi um engenheiro elétrico e inventor muito influente na tecnologia televisiva. Suas invenções incluem o padrão francês de 819 linhas e o sistema de cores analógico SECAM. Ele também esteve aparentemente por trás do padrão de alta definição HD-MAC.

## Biografia
Em 6 de dezembro de 1931, Henri de France fundou a Compagnie Générale de Télévision em Le Havre, fabricando aparelhos de televisão com uma definição vertical de 60 linhas. Em fevereiro de 1932, de France fez várias transmissões a uma distância de 7 km da estação Radio-Normandie em Fécamp. Esses sinais foram recebidos por algumas pessoas localizadas a mais de 100 km de distância. Em outubro de 1932, ele alcançou a definição de 120 linhas. Em 1956, ele patenteou o sistema de televisão em cores SECAM. Em 1 de outubro de 1967 às 14h15 (pelo Horário da Europa Central), o la deuxième chaîne inaugurou as primeiras transmissões em cores usando o sistema SECAM.
Faleceu em 29 de abril de 1986. Seu corpo está sepultado no Cemitério do Montparnasse, em Paris.

## Homenagens
Em 1996, a passagem pública próxima à sede da emissora pública France Télévisions, em Paris, recebeu o nome de Esplanade Henri de France em sua homenagem.

## Patentes
- Aparato para determinar uma direção, US 2513849, 4 de julho de 1950
- Dispositivo de televisão para registrar o movimento dos mesmos quadros, US 2531031, 21 de novembro de 1950
- Sistema amplificador, US 2589542, 18 de março de 1952
- Sistema de comunicação entre duas estações ligadas pela TV, US 2637022, 28 de abril de 1953
- Sistema de TV, US 2700700, 25 de janeiro de 1955
- Televisão em cores, US 2876278, 3 de março de 1959